# Zemský okres Ostallgäu
Zemský okres Ostallgäu (německy Landkreis Ostallgäu) je zemský okres v německé spolkové zemi Bavorsko, ve vládním obvodu Švábsko. Sídlem správy zemského okresu je město Marktoberdorf. Má přibližně 115 tisíc obyvatel. 

## Města a obce
Města:
1. Buchloe
2. Füssen
3. Marktoberdorf

Obce:
1. Aitrang
2. Baisweil
3. Bidingen
4. Biessenhofen
5. Eggenthal
6. Eisenberg
7. Friesenried
8. Germaringen
9. Görisried
10. Günzach
11. Halblech
12. Hopferau
13. Irsee
14. Jengen
15. Kaltental
16. Kraftisried
17. Lamerdingen
18. Lechbruck am See
19. Lengenwang
20. Mauerstetten
21. Nesselwang
22. Obergünzburg
23. Oberostendorf
24. Osterzell
25. Pforzen
26. Pfronten
27. Rettenbach am Auerberg
28. Rieden
29. Rieden am Forggensee
30. Ronsberg
31. Roßhaupten
32. Rückholz
33. Ruderatshofen
34. Schwangau
35. Seeg
36. Stötten am Auerberg
37. Stöttwang
38. Unterthingau
39. Untrasried
40. Waal
41. Wald
42. Westendorf